# Comité de Salvación Pública

El Comité de Salvación Pública (en francés: Comité de salut public) fue un comité de la Convención Nacional que formó el gobierno provisional y el gabinete de guerra durante El Terror, una fase violenta de la Revolución Francesa. Como complemento del Comité de Defensa General, creado a principios de enero de 1793, el Comité de Seguridad Pública fue creado el 6 de abril de 1793 por la Convención Nacional.
El comité estaba encargado de proteger a la nueva república contra sus enemigos extranjeros y domésticos, luchando contra la Primera Coalición y la Guerra de la Vendée. Como medida de guerra, el comité recibió amplios poderes administrativos y de supervisión sobre las fuerzas armadas, el poder judicial y el legislativo, así como los órganos ejecutivos y los ministros de la convención.

## Historia

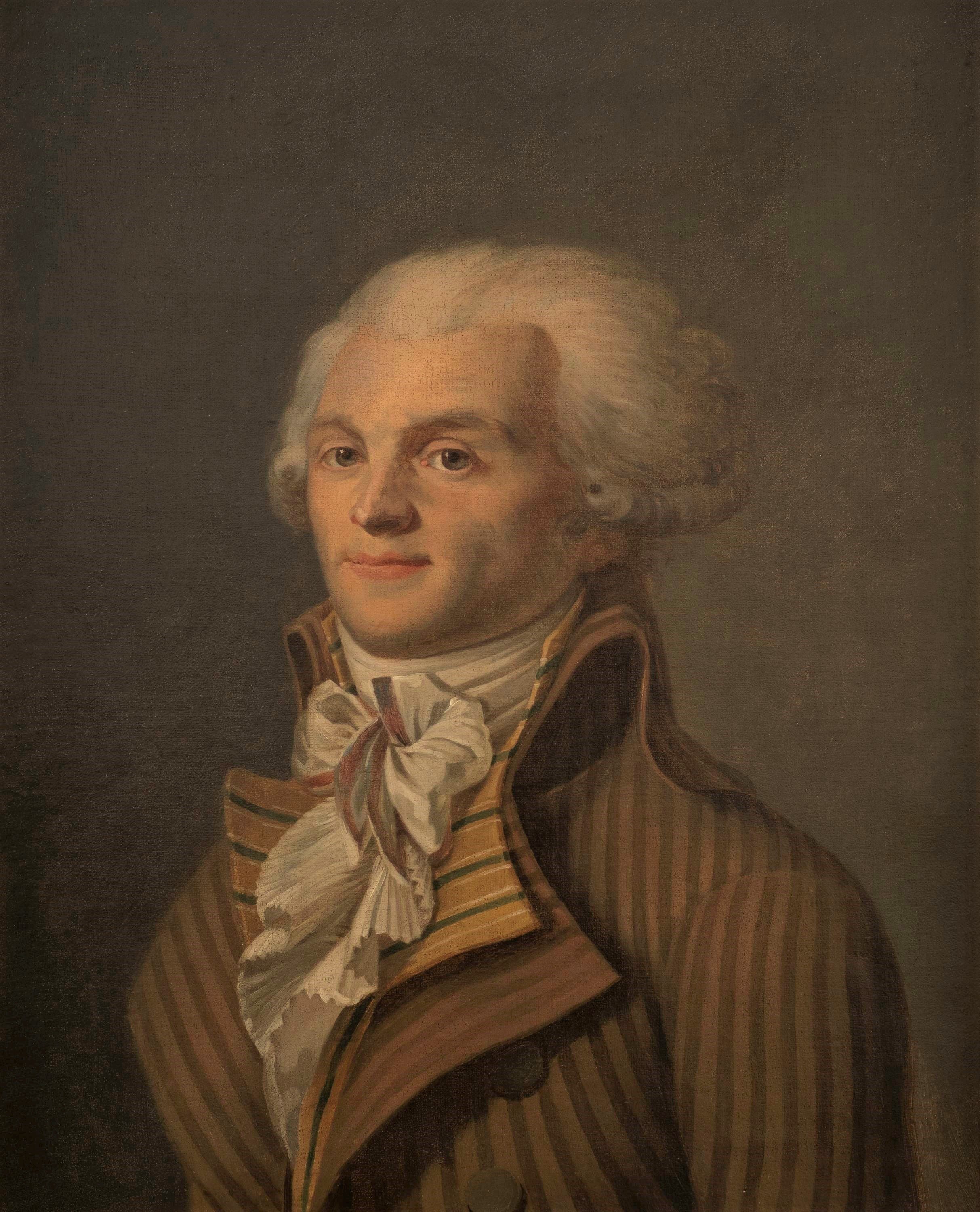
Maximilien Robespierre, llamado "el Incorruptible", miembro muy influente del Comité de Salvación Pública, en un retrato anónimo del Museo Carnavalet (París)

El movimiento revolucionario estaba amenazado en la misma Francia, por una coalición de naciones europeas y por fuerzas contrarrevolucionarias (de moderados girondinos, de monárquicos y de revueltas campesinas o jacqueries, como la guerra de la Vendée), se requería una institución fuerte y expeditiva que aplicase condenas firmes y duras a los que se apartaran de los ideales revolucionarios, motivos por los cuales fue creada esta institución, de carácter claramente represivo.  
Mientras el Comité luchaba por salvar estos peligros, su poder se fue incrementando y, entre abril y julio de 1793, tras la derrota sufrida por los moderados girondinos en la Convención, destacados jacobinos  como Maximilien Robespierre y Louis de Saint-Just se unieron al Comité y, debido a la debilidad de la Convención y las numerosas amenazas que acechaban a Francia, se convirtió este, de facto, en el principal órgano de gobierno del país, adquiriendo un poder inmenso.  
La Convención Nacional confirió oficialmente el poder ejecutivo al Comité en diciembre de 1793 y este implantó medidas policiales extremas para impedir cualquier acción contrarrevolucionaria. Los poderes del Comité fueron renovados mensualmente por la Convención Nacional desde abril de 1793, hasta julio de 1794 en que se disolvió. Pero sus medidas, en especial las represivas, fueron cada vez más arbitrarias y discutibles, no solo hacia los aristócratas monárquicos del Antiguo Régimen, sino también en contra de los revolucionarios moderados (girondinos), díscolos exaltados o de ortodoxia dudosa (dantonistas, hebertistas) que fueron acusados, juzgados y ejecutados en la guillotina de forma sumaria. La guillotina era un nuevo instrumento de ejecución que acababa de ser estrenado en 1792. Una de sus víctimas, el revolucionario Pierre Victurnien Vergniaud, llegó a decir que "la Revolución devora a sus propios hijos". Se instauraba así, el llamado régimen del Terror. 
Aunque el asesinato de Jean-Paul Marat a manos de Charlotte Corday había dejado expedito el camino de la Revolución en manos de Robespierre y Danton, estos no tardaron en disentir (mantuvieron la amistad hasta el día en que Robespierre permitió que fuera acusado). Danton pronto se deshizo del comité por razones personales, y al poco tiempo creó el grupo de los "indulgentes" para denunciar a los extremistas como Herbert. Robespierre les apoyó y mandó arrestar a los herbertistas; luego Danton se comprometió en la ocupación de Bélgica e hizo tratos con el ejército prusiano. Por eso Robespierre no se opuso cuando Bertrand Barère de Vieuzac, Jean-Marie Collot d'Herbois y Jean Nicolas Billaud-Varenne (afines a los herbertistas) los mandaron arrestar y ejecutar el 5 de abril de 1794. Dos meses más tarde Robespierre accedió al puesto de presidente de la Convención. El Comité aumentó su autoritarismo firmando decretos que anulaban la comparecencia de testigos y de defensores en los juicios revolucionarios. Pero al fin se articuló una oposición a Robespierre (aun con toda su popularidad), esta oposición recibió el nombre de thermidorianos, grupo compuesto mayormente por los que habían abusado del Terror y temían ser acusados por el, Robespierre fue acusado de traición y despotismo, en un tumulto en la sala de sesiones fue insultado, humillado, herido y al fin detenido el 9 de thermidor de 1794, junto con sus amigos Louis Saint-Just y Georges Couthon. Al día siguiente fueron guillotinados sin juicio. El Comité de Salvación Pública no tardó en disolverse.

## Ideología

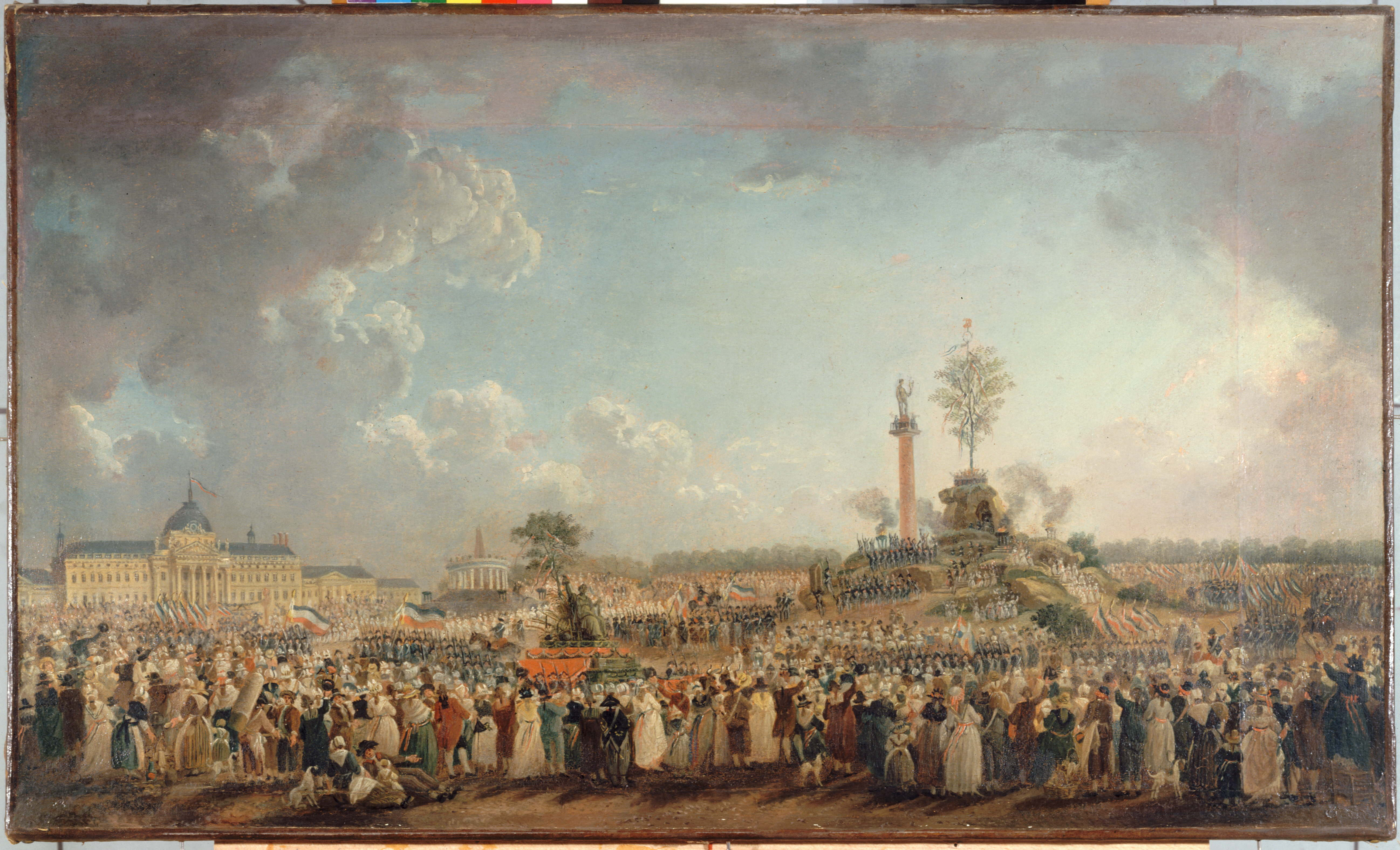
Fiesta del Ser Supremo en el Campo de Marte de París, el 20 de prairial del año II (8 de junio de 1794).

El Comité de Salvación Pública intentó crear una nueva Francia ideal, haciendo tabla rasa de los principios tradicionales y construyendo ex novo una ideología fanática sobre los conceptos de humanitarismo, idealismo social, laicismo y amor patriótico a la "República de la Virtud". Adoptó medidas contra la corrupción y el acaparamiento y, el 23 de noviembre de 1793, la Comuna de París y después las de toda Francia, ordenaron cerrar toda iglesia y promover una religión revolucionaria: el Culto a la Razón. Esta idea nació del jacobino Pierre Gaspard Chaumette y sus seguidores extremistas (entre ellos el periodista Jacques-René Hébert y los hebertistas), pero esto acentuó sus diferencias con los jacobinos centristas liderados por Robespierre. Además, en su busca racionalista de un sistema unificado y universal, el Comité abolió los sistemas provinciales y regionales de pesos y medidas así creó y oficializó el Sistema métrico decimal.

## Políticas y resoluciones dictadas por el Comité

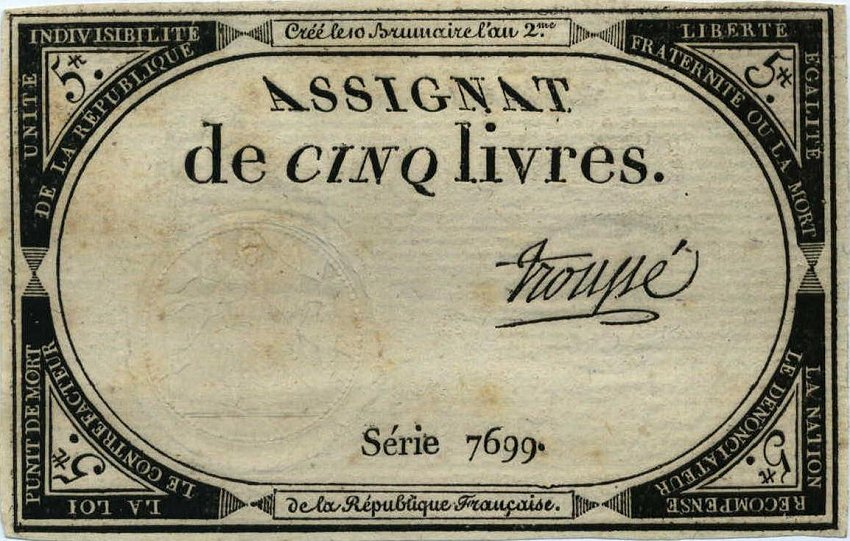
Billete asignado de la República francesa por un importe de 5 libras, del año 1793

Aunque había sido creado para supervisar y acelerar la acción del Estado y estaba capacitado para adoptar medidas urgentes en defensa interior y exterior, en la práctica operó como una dictadura, guio y dirigió la legislación, usurpando funciones propias de la Convención Nacional.
Entre las medidas que tomó, figuran la adopción de la leva en masa para reclutar el mayor número posible de soldados entre la población, la llamada "nación en armas". Adoptó también medidas propias de una economía de guerra como el control de la exportación del oro, la confiscación de moneda extranjera a ciudadanos franceses a cambio de assignats o asignados (papel moneda revolucionario) o una legislación contra el acaparamiento de provisiones y alimentos con lo que consiguió que no se devaluara la moneda revolucionaria. Los alimentos se distribuyeron mediante un sistema centralizado de requisas, por una comisión de subsistencia sometida al Comité. Se fijó además una lista de precios y salarios máximos para frenar la inflación. Estas medidas pretendían satisfacer a los extremistas jacobinos, de los descamisados o sans-culottes, para lograr su adhesión. Se mejoraron los servicios sociales y se trató de introducir la instrucción primaria universal.

## Carácter de la represión y número de víctimas
En París fueron condenadas a la pena capital 2639 personas, más de la mitad de las cuales (1515) pereció en los meses de junio a julio de 1794. Pero la represión fue mayor en muchos departamentos periféricos y sobre todo en los principales centros de la insurrección monárquica, la Vendée, por ejemplo: el tribunal de Nantes presidido por Jean-Baptiste Carrier ejecutó a 8000 personas en solo tres meses. En total, los tribunales y comités revolucionarios franceses ejecutaron a casi diecisiete mil ciudadanos y el número total de víctimas durante el Reinado del Terror, ascendió a 40000. [cita requerida]Un 8 % eran nobles, un 6% eran clérigos, el 14 % pertenecía a la clase media y el 70 % eran trabajadores o campesinos acusados de eludir el reclutamiento, deserción, acaparamiento, rebelión u otros delitos.[cita requerida] En proporción, fue el clero católico el que sufrió una diezma mayor. El anticlericalismo se cebó también en abolir el calendario juliano en octubre de 1793 y sustituirlo por uno republicano sin santoral, con solo algunas fiestas cívicas y, en lugar del santo del día, una planta, mineral, animal o herramienta.

## Lista de miembros del Comité durante su existencia
- 7 de abril de 1793-1 de septiembre de 1794 Bertrand Barère de Vieuzac
- 7 de abril de 1793-10 de julio de 1793 Jean-François-Bertrand Delmas
- 7 de abril de 1793-5 de junio de 1793 Jean-Jacques Bréard, llamado Bréard-Duplessis
- 7 de abril de 1793-10 de julio de 1793 Joseph Cambon
- 7 de abril de 1793-10 de julio de 1793 Georges-Jacques Danton
- 7 de abril de 1793-10 de julio de 1793 Louis-Bernard Guyton de Morveau, llamado Guyton-Morveau.
- 7 de abril de 1793-12 de junio de 1793 Jean-Baptiste Treilhard
- 7 de abril de 1793-10 de julio de 1793 Jean-François Delacroix, llamado Lacroix
- 7 de abril de 1793-12 de junio de 1793 Jean-Baptiste-Robert Lindet
- 30 de mayo de 1793-29 de diciembre de 1793 Marie-Jean Hérault de Séchelles
- 30 de mayo de 1793-10 de julio de 1793 Dominique-Vincent Ramel de Nogaret, llamado Ramel-Nogaret
- 30 de mayo de 1793-27 de julio de 1794 Georges Couthon
- 30 de mayo de 1793-27 de julio de 1794 Louis Saint-Just
- 30 de mayo de 1793-22 de junio de 1793 Jean-Baptiste-Charles Mathieu, llamado Mathieu-Mirampal
- 5 de junio de 1793-10 de julio de 1793 Théophile Berlier
- 12 de junio de 1793-27 de julio de 1793 Thomas-Augustin (de) Gasparin
- 12 de junio de 1793-31 de julio de 1794 André Jeanbon, llamado Jean Bon Saint-André
- 22 de junio de 1793-6 de octubre de 1794 Jean-Baptiste-Robert Lindet
- 27 de junio de 1793-10 de julio de 1793 François-René-Auguste Mallarmé
- 4 de julio de 1793-10 de julio de 1793 Robert-Thomas Lindet
- 4 de julio de 1793-10 de julio de 1793 Jean-Michel Du Roy, dit Duroy
- 4 de julio de 1793-10 de julio de 1793 Marie-Pierre-Adrien Francastel
- 10 de julio de 1793-20 de septiembre de 1793 Jacques-Alexis Thuriot de la Rosière
- 10 de julio de 1793-31 de julio de 1794 Pierre-Louis Prieur, llamado Prieur de la Marne
- 27 de julio de 1793-27 de julio de 1794 Maximilien Robespierre
- 14 de agosto de 1793-6 de octubre de 1794 Lazare Carnot
- 14 de agosto de 1793-6 de octubre de 1794 Claude-Antoine Prieur-Duvernois, llamado Prieur de la Côte-d'Or
- 6 de septiembre de 1793-1 de septiembre de 1794 Jacques-Nicolas Billaud, llamado Billaud-Varenne
- 6 de septiembre de 1793-1 de septiembre de 1794 Jean-Marie Collot, llamado Collot d'Herbois
- 31 de julio de 1794-5 de diciembre de 1794 Jean-Jacques Bréard, llamado Bréard-Duplessis
- 31 de julio de 1794-5 de noviembre de 1794 Joseph Eschassériaux
- 31 de julio de 1794-5 de noviembre de 1794 Pierre-Antoine Laloy
- 31 de julio de 1794-1 de septiembre de 1794 Jean-Lambert Tallien
- 31 de julio de 1794-5 de diciembre de 1794 Jacques-Alexis Thuriot de la Rosière
- 31 de julio de 1794-5 de noviembre de 1794 Jean-Baptiste Treilhard
- 1 de septiembre de 1794-5 de diciembre de 1794 Charles Cochon de l'Apparent
- 1 de septiembre de 1794-4 de enero de 1795 Jean-François-Bertrand Delmas
- 1 de septiembre de 1794-4 de enero de 1795 Antoine-François (de) Fourcroy
- 1 de septiembre de 1794-4 de enero de 1795 Philippe-Antoine Merlin, llamado Merlin de Douai
- 6 de octubre de 1794- 3 de febrero de 1795 Louis-Bernard Guyton de Morveau, llamado Guyton-Morveau
- 6 de octubre de 1794-3 de febrero de 1795 Pierre-Louis Prieur, llamado Prieur de la Marne
- 6 de octubre de 1794-3 de febrero de 1795 Joseph-Charles-Étienne Richard
- 5 de noviembre de 1794-5 de marzo de 1795 Jean Jacques Régis de Cambacérès
- 5 de noviembre de 1794-5 de marzo de 1795 Lazare Carnot
- 5 de noviembre de 1794-5 de marzo de 1795 Jean Pelet, llamado Pelet de la Lozère
- 5 de diciembre de 1794-4 de abril de 1795 François-Antoine (de) Boissy d'Anglas
- 5 de diciembre de 1794-4 de abril de 1795 Edmond-Louis-Alexis Dubois de Crancé, llamado Dubois-Crancé
- 5 de diciembre de 1794-4 de abril de 1795 André Dumont
- 4 de enero de 1795-4 de mayo de 1795 Jean-Jacques Bréard, llamado Bréard-Duplessis
- 4 de enero de 1795-4 de mayo de 1795 Jean-Pierre Chazal
- 4 de enero de 1795-4 de mayo de 1795 Pierre Marec
- 3 de febrero de 1795-3 de junio de 1795 Antoine-François (de) Fourcroy
- 3 de febrero de 1795-3 de junio de 1795 Pierre-Jean Lacombe (du Tarn), llamado Lacombe-Saint-Michel
- 3 de febrero de 1795-3 de junio de 1795 Philippe-Antoine Merlin, llamado Merlin de Douai
- 5 de marzo de 1795-3 de junio de 1795 Marie-François-Sébastien-Christophe Delaporte, llamado Laporte
- 5 de marzo de 1795-3 de julio de 1795 Jean-François Reubell
- 5 de marzo de 1795-3 de julio de 1795 Emmanuel-Joseph Sieyès
- 4 de abril de 1795-2 de agosto de 1795 François Aubry
- 4 de abril de 1795-2 de agosto de 1795 Jean-Jacques Régis Cambacérès
- 4 de abril de 1795-4 de mayo de 1795 Jacques-Antoine Creuzé de La Touche, llamado Creuzé-Latouche
- 4 de abril de 1795-3 de julio de 1795 Pierre-Mathurin (René-Mathurin) Gillet
- 4 de abril de 1795-4 de mayo de 1795 Bernard-Marie Lesage (d'Eure-et-Loir)
- 4 de abril de 1795-3 de julio de 1795 Louis-Félix Roux (de la Haute-Marne)
- 4 de abril de 1795-2 de agosto de 1795 Jean-Lambert Tallien
- 4 de mayo de 1795-1 de septiembre de 1795 Joseph-Jacques Defermon, llamado Defermon des Chapelières
- 4 de mayo de 1795-1 de septiembre de 1795 Louis-Gustave Le Doulcet de Pontécoulant
- 4 de mayo de 1795-1 de septiembre de 1795 Jacques-Antoine Rabaut, llamado Rabaut-Pommier
- 4 de mayo de 1795-2 de agosto de 1795 Jean-Baptiste Treilhard
- 4 de mayo de 1795-1 de septiembre de 1795 Théodore Vernier
- 3 de junio de 1795-7 de octubre de 1795 Charles-Antoine-Augustin Blad
- 3 de junio de 1795-7 de octubre de 1795 François-Joseph Gamon
- 3 de junio de 1795-7 de octubre de 1795 Pierre-François-Joachim Henry-Larivière
- 3 de junio de 1795-7 de octubre de 1795 Pierre Marec
- 3 de julio de 1795-4 de noviembre de 1795 François-Antoine (de) Boissy d'Anglas
- 3 de julio de 1795-4 de noviembre de 1795 Jean-Antoine-Joseph de Bry, dit Debry
- 3 de julio de 1795-4 de noviembre de 1795 Bernard-Marie Lesage (d'Eure-et-Loir)
- 3 de julio de 1795-4 de noviembre de 1795 Jean-Baptiste Louvet de Couvray (du Loiret)
- 2 de agosto de 1795-4 de noviembre de 1795 Étienne-François Le Tourneur
- 2 de agosto de 1795-4 de noviembre de 1795 Philippe-Antoine Merlin, llamado Merlin de Douai
- 2 de agosto de 1795-4 de noviembre de 1795 Jean-François Reubell
- 2 de agosto de 1795-4 de noviembre de 1795 Emmanuel-Joseph Sieyès
- 1 de septiembre de 1795-4 de noviembre de 1795 Théophile Berlier
- 1 de septiembre de 1795-4 de noviembre de 1795 Jean-Jacques Régis Cambacérès
- 1 de septiembre de 1795-4 de noviembre de 1795 Pierre-Claude-François Daunou
- 1 de septiembre de 1795-4 de noviembre de 1795 Louis-Marie La Revellière, llamado La Revellière-Lépeaux
- 7 de octubre de 1795-4 de noviembre de 1795 Marie-Joseph-Blaise (de) Chénier
- 7 de octubre de 1795-4 de noviembre de 1795 Joseph Eschassériaux
- 7 de octubre de 1795-4 de noviembre de 1795 Charles-Claude-Christophe Gourdan
- 7 de octubre de 1795-4 de noviembre de 1795 Antoine-Clair Thibaudeau